# Maceral
Maceral é uma mistura de compostos orgânicos constituinte do carvão mineral.  Macerais podem ser comparados por analogia aos minerais componentes das rochas inorgânicas
A nível microscópico o carvão é constituído por estruturas orgânicas, estas estruturas são denominadas por macerais. Os macerais são separados em três grupos principais: liptinite, vitrinite e inertinite. A liptinite é composta por hidrocarbonetos ricos em hidrogénio provenientes dos esporos, pólenes, cutículas e resinas presentes nas plantas. A vitrinite é composta por madeira, cascas e raízes e contém menos hidrogénio do que a liptinite. A inertinite é composta na sua maioria por matéria oxidada dos outros macerais, e por isso, é mais rica em carbono do que a liptinite e a vitrinite.
Cada maceral tem um conjunto distinto de propriedades físicas e químicas que controlam o tipo de carvão. Através do estudo dos macerais de um carvão e do seu rank é possível conhecer o seu processo de maturação e muitas outras características. Para além disso, é possível determinar qual o melhor destino a dar a esse carvão.
.